# Arena Națională
Arena Națională (phát âm tiếng Romania: [aˈrena nat͡si.oˈnalə], Sân vận động Quốc gia) là một sân vận động bóng đá có mái che có thể thu vào ở Bucharest, România, được khánh thành vào năm 2011, trên nền đất của Sân vận động Quốc gia ban đầu, đã bị phá hủy từ năm 2007 đến năm 2008. Sân vận động này tổ chức các trận đấu bóng đá lớn bao gồm các trận đấu của đội tuyển bóng đá quốc gia România và chung kết Cúp bóng đá România. Sân vận động cũng là sân nhà của các câu lạc bộ bóng đá Liga I FCSB và Dinamo București.
Với sức chứa 55.634 chỗ ngồi, đây là sân vận động bóng đá lớn nhất ở România. Được thiết kế bởi Gerkan, Marg and Partners, sân vận động được xây dựng bởi công ty Max Bögl của Đức và công ty Astaldi của Ý. Sân vận động có một mái che có thể thu vào.
Là một sân vận động được UEFA xếp hạng 4, Arena Națională đã tổ chức trận chung kết UEFA Europa League 2012, và sẽ tổ chức bốn trận đấu tại Giải vô địch bóng đá châu Âu 2020 (bao gồm cả tứ kết). Sân vận động cũng tổ chức các buổi hòa nhạc.

## Xây dựng
Sân vận động cũ đã bị phá hủy từ ngày 18 tháng 12 năm 2007 đến ngày 20 tháng 2 năm 2008, mặc dù việc loại bỏ ghế ngồi mang tính biểu tượng diễn ra vào ngày 21 tháng 11 năm 2007, sau khi România đánh bại Albania 6-1 trong trận đấu vòng loại Euro 2008.
Giai đoạn xây dựng đã tạo ra một số tranh cãi về chi phí và sự chậm trễ, với việc thị trưởng Bucharest Sorin Oprescu tuyên bố rằng các công trình đã chậm tiến độ 20 tuần vào tháng 5 năm 2009. Vào ngày 8 tháng 10 năm 2009, người ta đã quyết định rằng sân vận động cũng nên bao gồm một mái che có thể thu vào trị giá 20.000.000 Euro.
Việc xây dựng tạm thời bị dừng lại vào tháng 12 năm 2009 do điều kiện thời tiết không thuận lợi.

## Cơ sở vật chất
Địa điểm có sức chứa 55.634 người. Có sẵn 3.600 ghế VIP, với 126 ghế khác được phân bổ cho báo chí (có thể mở rộng lên 548 ghế). Sân vận động bao gồm một số phòng vệ sinh 360 và một mái che có thể thu vào, có thể mở hoặc đóng trong 15 phút. Sân cũng được trang bị hệ thống đèn pha và 2.100 chỗ đậu xe. Thiết kế mái rất giống với Sân vận động Quốc gia ở Warszawa. Hai sân vận động này cũng có sức chứa và tuổi tương đương nhau.

## Sử dụng
Sân vận động Quốc gia là một địa điểm xếp hạng 4 và như vậy, sân đã tổ chức trận chung kết UEFA Europa League 2011-12, theo thông báo của UEFA tại Nyon vào ngày 29 tháng 1 năm 2009. Sân được yêu cầu phải tổ chức ít nhất hai sự kiện lớn bắt đầu vào tháng 7 năm 2011, một sự kiện có 10.000 người tham dự và lần thứ hai với có ít nhất 40.000 người tham dự.

## Lịch sử

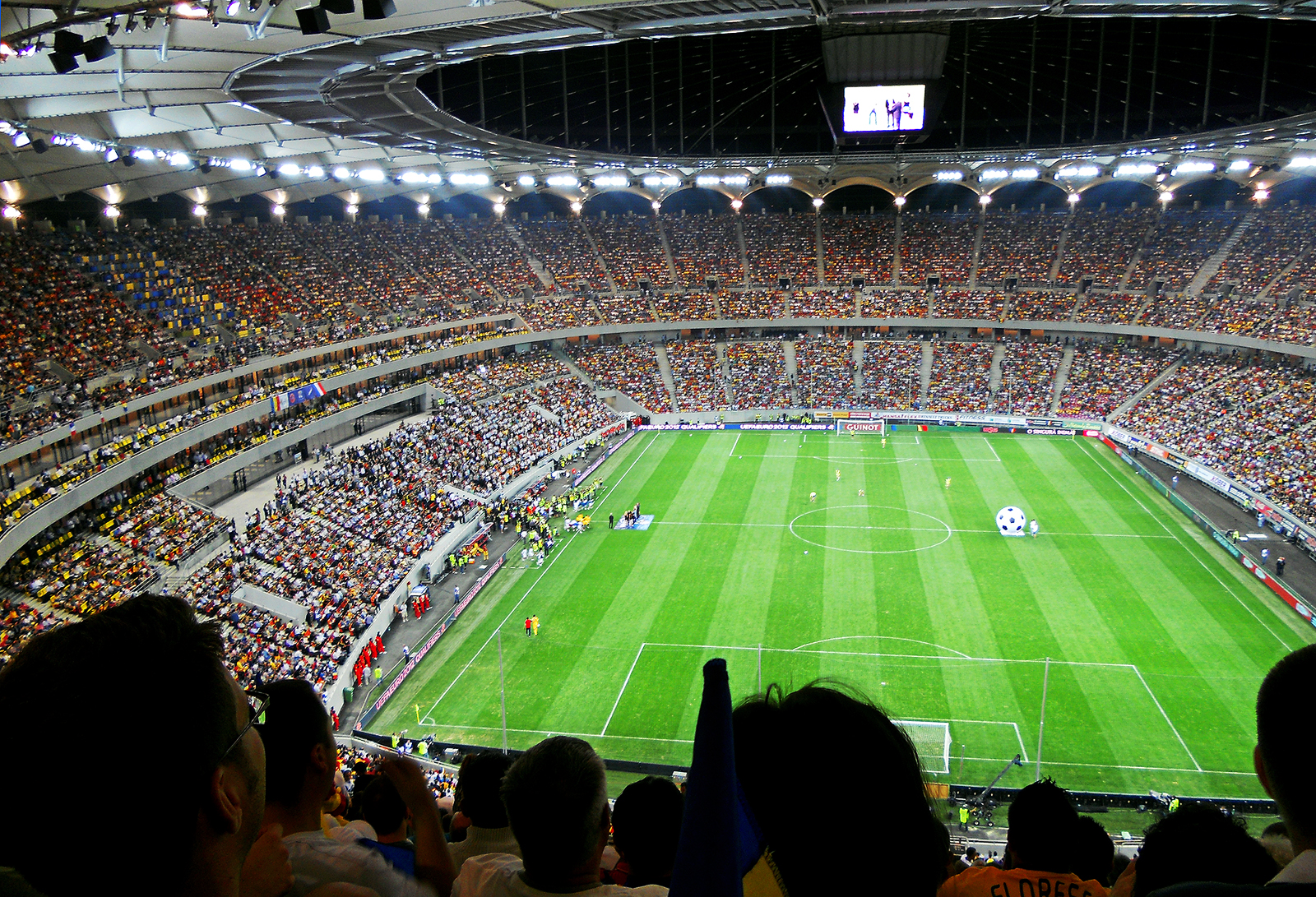
Trận đấu khai mạc giữa România-Pháp

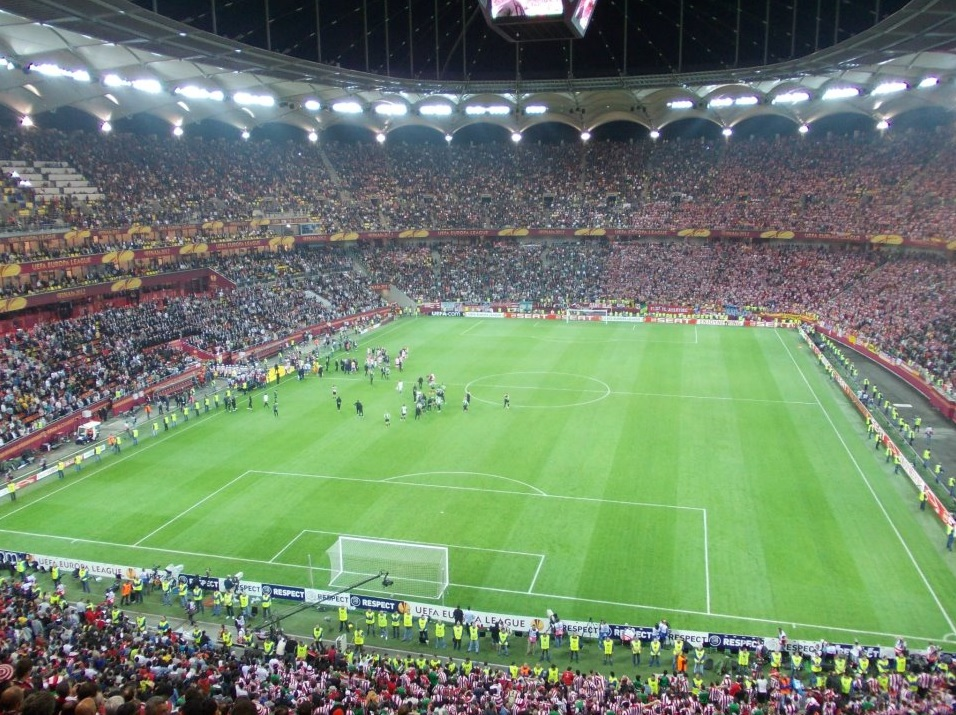
Chung kết UEFA Europa League 2012

Lễ khánh thành chính thức ban đầu được lên kế hoạch vào ngày 10 tháng 8 năm 2011 và có một trận đấu bóng đá giữa 2 đội tuyển România và Argentina.
Tuy nhiên, vào ngày 26 tháng 7, Argentina chính thức hủy bỏ trận giao hữu sau khi huấn luyện viên của họ là Sergio Batista bị sa thải, do đó sân vận động đã được khánh thành vào ngày 6 tháng 9 năm 2011, với trận đấu bảng D vòng loại Euro 2012 giữa România và Pháp. Trận đấu đã kết thúc với tỷ số hòa 0–0 với số lượng khán giả là 49.137 người.

### Trận đấu có số lượng khán giả nhiều nhất
Trận đấu có số lượng khán giả nhiều nhất là trận đấu vòng loại World Cup 2014 giữa hai đội tuyển România và Hà Lan, diễn ra vào ngày 16 tháng 10 năm 2012, với số lượng khán giả là 53.329 người.
Trận đấu có số lượng khán giả nhiều thứ hai là trận chung kết UEFA Europa League 2012 được diễn ra vào ngày 9 tháng 5 năm 2012. Trận đấu giữa hai câu lạc bộ Tây Ban Nha, Atlético Madrid và Athletic Bilbao, với số lượng khán giả là 52.347 người.

## Bóng đá
| Các trận đấu câu lạc bộ bóng đá quốc tế | Các trận đấu câu lạc bộ bóng đá quốc tế | Các trận đấu câu lạc bộ bóng đá quốc tế | Các trận đấu câu lạc bộ bóng đá quốc tế | Các trận đấu câu lạc bộ bóng đá quốc tế | Các trận đấu câu lạc bộ bóng đá quốc tế |
| Ngày                                    | Giải đấu                                | Đội nhà                                 | Đội khách                               | Kết quả                                 | Khán giả                                |
| --------------------------------------- | --------------------------------------- | --------------------------------------- | --------------------------------------- | --------------------------------------- | --------------------------------------- |
| 27 tháng 9 năm 2011                     | UEFA Champions League                   | Oțelul Galați                           | Benfica                                 | 0–1                                     | 6.824                                   |
| 29 tháng 9 năm 2011                     | UEFA Europa League                      | Rapid București                         | PSV Eindhoven                           | 1–3                                     | 21.320                                  |
| 18 tháng 10 năm 2011                    | UEFA Champions League                   | Oțelul Galați                           | Manchester United                       | 0–2                                     | 28.047                                  |
| 20 tháng 10 năm 2011                    | UEFA Europa League                      | Rapid București                         | Legia Warsaw                            | 0–1                                     | 13.726                                  |
| 3 tháng 11 năm 2011                     | UEFA Europa League                      | Steaua București                        | Maccabi Haifa                           | 4–2                                     | 31.233                                  |
| 22 tháng 11 năm 2011                    | UEFA Champions League                   | Oțelul Galați                           | Basel                                   | 2–3                                     | 5.797                                   |
| 30 tháng 11 năm 2011                    | UEFA Europa League                      | Rapid București                         | Hapoel Tel Aviv                         | 1–3                                     | 4.529                                   |
| 14 tháng 12 năm 2011                    | UEFA Europa League                      | Steaua București                        | AEK Larnaca                             | 3–1                                     | 50.051                                  |
| 16 tháng 2 năm 2012                     | UEFA Europa League                      | Steaua București                        | Twente                                  | 0–1                                     | 49.588                                  |
| 9 tháng 5 năm 2012                      | Chung kết UEFA Europa League            | Atlético Madrid                         | Athletic Bilbao                         | 3–0                                     | 52.347                                  |
| 2 tháng 8 năm 2012                      | UEFA Europa League                      | Steaua București                        | Spartak Trnava                          | 0–1                                     | 23.494                                  |
| 9 tháng 8 năm 2012                      | UEFA Europa League                      | Rapid București                         | Heerenveen                              | 1–0                                     | 1.928                                   |
| 23 tháng 8 năm 2012                     | UEFA Europa League                      | Dinamo București                        | Metalist Kharkiv                        | 0–2                                     | 14.800                                  |
| 4 tháng 10 năm 2012                     | UEFA Europa League                      | Steaua București                        | Copenhagen                              | 1–0                                     | 48.694                                  |
| 25 tháng 10 năm 2012                    | UEFA Europa League                      | Steaua București                        | Molde                                   | 2–0                                     | 43.651                                  |
| 22 tháng 11 năm 2012                    | UEFA Europa League                      | Steaua București                        | Stuttgart                               | 1–5                                     | 50.445                                  |
| 21 tháng 2 năm 2013                     | UEFA Europa League                      | Steaua București                        | Ajax                                    | 2–0 (4–2 ph.đ.)                         | 35.423                                  |
| 7 tháng 3 năm 2013                      | UEFA Europa League                      | Steaua București                        | Chelsea                                 | 1–0                                     | 50.016                                  |
| 11 tháng 7 năm 2013                     | UEFA Europa League                      | Astra Giurgiu                           | Domžale                                 | 2–0                                     | 1.513                                   |
| 16 tháng 7 năm 2013                     | UEFA Champions League                   | Steaua București                        | Vardar                                  | 1–0                                     | 40.725                                  |
| 18 tháng 7 năm 2013                     | UEFA Europa League                      | Astra Giurgiu                           | Omonia                                  | 1–1                                     | 2.164                                   |
| 6 tháng 8 năm 2013                      | UEFA Champions League                   | Steaua București                        | Dinamo Tbilisi                          | 1–1                                     | 44.225                                  |
| 8 tháng 8 năm 2013                      | UEFA Europa League                      | Astra Giurgiu                           | Trenčín                                 | 2–2                                     | 1.440                                   |
| 21 tháng 8 năm 2013                     | UEFA Champions League                   | Steaua București                        | Legia Warsaw                            | 1–1                                     | 52.303                                  |
| 1 tháng 10 năm 2013                     | UEFA Champions League                   | Steaua București                        | Chelsea                                 | 0–4                                     | 36.713                                  |
| 22 tháng 10 năm 2013                    | UEFA Champions League                   | Steaua București                        | Basel                                   | 1–1                                     | 23.899                                  |
| 26 tháng 11 năm 2013                    | UEFA Champions League                   | Steaua București                        | Schalke 04                              | 0–0                                     | 50.633                                  |
| 23 tháng 7 năm 2014                     | UEFA Champions League                   | Steaua București                        | Strømsgodset                            | 2–0                                     | 18.043                                  |
| 6 tháng 8 năm 2014                      | UEFA Champions League                   | Steaua București                        | Aktobe                                  | 2–1                                     | 24.386                                  |
| 19 tháng 8 năm 2014                     | UEFA Champions League                   | Steaua București                        | Ludogorets Razgrad                      | 1–0                                     | 35.342                                  |
| 18 tháng 9 năm 2014                     | UEFA Europa League                      | Steaua București                        | AaB                                     | 6–0                                     | 0[A]                                    |
| 23 tháng 10 năm 2014                    | UEFA Europa League                      | Steaua București                        | Rio Ave                                 | 2–1                                     | 15.753                                  |
| 11 tháng 12 năm 2014                    | UEFA Europa League                      | Steaua București                        | Dynamo Kyiv                             | 0–2                                     | 7.620                                   |
| 22 tháng 7 năm 2015                     | UEFA Champions League                   | Steaua București                        | Trenčín                                 | 2–3                                     | 0[A]                                    |
| 29 tháng 7 năm 2015                     | UEFA Champions League                   | Steaua București                        | Partizan                                | 1–1                                     | 0[A]                                    |
| 20 tháng 8 năm 2015                     | UEFA Europa League                      | Steaua București                        | Rosenborg                               | 0–3                                     | 21.204                                  |
| 3 tháng 8 năm 2016                      | UEFA Champions League                   | Steaua București                        | Sparta Prague                           | 2–0                                     | 37.127                                  |
| 16 tháng 8 năm 2016                     | UEFA Champions League                   | Steaua București                        | Manchester City                         | 0–5                                     | 45.327                                  |
| 15 tháng 9 năm 2016                     | UEFA Europa League                      | Astra Giurgiu                           | Austria Wien                            | 2–3                                     | 3.300                                   |
| 29 tháng 9 năm 2016                     | UEFA Europa League                      | Steaua București                        | Villarreal                              | 1–1                                     | 13.231                                  |
| 20 tháng 10 năm 2016                    | UEFA Europa League                      | Steaua București                        | Zürich                                  | 1–1                                     | 13.154                                  |
| 3 tháng 11 năm 2016                     | UEFA Europa League                      | Astra Giurgiu                           | Viktoria Plzeň                          | 1–1                                     | 1.450                                   |
| 24 tháng 11 năm 2016                    | UEFA Europa League                      | Steaua București                        | Osmanlıspor                             | 2–1                                     | 6.020                                   |
| 8 tháng 12 năm 2016                     | UEFA Europa League                      | Astra Giurgiu                           | Roma                                    | 0–0                                     | 7.100                                   |
| 25 tháng 7 năm 2017                     | UEFA Champions League                   | FCSB                                    | Viktoria Plzeň                          | 2–2                                     | 33.795                                  |
| 27 tháng 7 năm 2017                     | UEFA Europa League                      | Dinamo București                        | Athletic Bilbao                         | 1–1                                     | 26.783                                  |
| 23 tháng 8 năm 2017                     | UEFA Champions League                   | FCSB                                    | Sporting CP                             | 1–5                                     | 49.220                                  |
| 14 tháng 9 năm 2017                     | UEFA Europa League                      | FCSB                                    | Viktoria Plzeň                          | 3–0                                     | 20.714                                  |
| 2 tháng 11 năm 2017                     | UEFA Europa League                      | FCSB                                    | Hapoel Be'er Sheva                      | 1–1                                     | 27.134                                  |
| 7 tháng 12 năm 2017                     | UEFA Europa League                      | FCSB                                    | Lugano                                  | 1–2                                     | 13.231                                  |
| 15 tháng 2 năm 2018                     | UEFA Europa League                      | FCSB                                    | Lazio                                   | 1–0                                     | 33.455                                  |
| 2 tháng 8 năm 2018                      | UEFA Europa League                      | FCSB                                    | Rudar Velenje                           | 4–0                                     | 7.030                                   |
| 16 tháng 8 năm 2018                     | UEFA Europa League                      | FCSB                                    | Hajduk Split                            | 2–1                                     | 27.410                                  |
| 30 tháng 8 năm 2018                     | UEFA Europa League                      | FCSB                                    | Rapid Wien                              | 2–1                                     | 31.274                                  |
| 27 tháng 8 năm 2020                     | UEFA Europa League                      | FCSB                                    | Shirak                                  | 3–0                                     | 0                                       |

Ghi chú
1. ^ Trận đấu diễn ra sau cánh cửa đóng kín do án phạt của UEFA.

### Các trận đấu của đội tuyển bóng đá quốc gia România
Vào ngày 6 tháng 9 năm 2011, đội tuyển bóng đá quốc gia România đã chơi trận đấu mở màn với đội tuyển Pháp và kết thúc với trận hòa không bàn thắng, sau khi Argentina hủy bỏ lễ khánh thành chính thức với trận đấu giao hữu giữa România và Argentina vào ngày 10 tháng 8 năm 2011.
| Số thứ tự | Giải đấu                    | Ngày                 | Đối thủ            | Khán giả            | Kết quả | Ghi bàn cho România                                          |
| --------- | --------------------------- | -------------------- | ------------------ | ------------------- | ------- | ------------------------------------------------------------ |
| 1         | Vòng loại Euro 2012         | 6 tháng 9 năm 2011   | Pháp               | 49.137              | 0 – 0   | -                                                            |
| 2         | Vòng loại Euro 2012         | 7 tháng 10 năm 2011  | Belarus            | 29.846              | 2 – 2   | 2 x Adrian Mutu                                              |
| 3         | Giao hữu                    | 29 tháng 1 năm 2012  | Uruguay            | 15.000              | 1 – 1   | Bogdan Stancu                                                |
| 4         | Vòng loại World Cup 2014    | 11 tháng 9 năm 2012  | Andorra            | 24.630              | 4 – 0   | Gabriel Torje, Costin Lazăr, Valerică Găman, Alexandru Maxim |
| 5         | Vòng loại World Cup 2014    | 16 tháng 10 năm 2012 | Hà Lan             | 53.329              | 1 – 4   | Ciprian Marica                                               |
| 6         | Giao hữu                    | 14 tháng 11 năm 2012 | Bỉ                 | 5.000               | 2 – 1   | Alexandru Maxim, Gabriel Torje                               |
| 7         | Giao hữu                    | 4 tháng 6 năm 2013   | Trinidad và Tobago | 10.128              | 4 – 0   | 3 x Ciprian Marica                                           |
| 8         | Giao hữu                    | 14 tháng 8 năm 2013  | Slovakia           | 6.738               | 1 – 1   | Bogdan Stancu                                                |
| 9         | Vòng loại World Cup 2014    | 6 tháng 9 năm 2013   | Hungary            | 41.405              | 3 – 0   | Ciprian Marica, Mihai Pintilii, Cristian Tănase              |
| 10        | Vòng loại World Cup 2014    | 10 tháng 9 năm 2013  | Thổ Nhĩ Kỳ         | 44.357              | 0 – 2   | -                                                            |
| 11        | Vòng loại World Cup 2014    | 15 tháng 10 năm 2013 | Estonia            | 18.852              | 2 – 0   | 2 x Ciprian Marica                                           |
| 12        | Vòng loại World Cup 2014    | 19 tháng 11 năm 2013 | Hy Lạp             | 49.793              | 1 – 1   | -                                                            |
| 13        | Giao hữu                    | 5 tháng 3 năm 2014   | Argentina          | 45.034              | 0 – 0   | -                                                            |
| 14        | Vòng loại Euro 2016         | 11 tháng 10 năm 2014 | Hungary            | 50.085              | 1 – 1   | Raul Rusescu                                                 |
| 15        | Vòng loại Euro 2016         | 14 tháng 11 năm 2014 | Bắc Ireland        | 28.892              | 2 – 0   | 2 x Paul Papp                                                |
| 16        | Giao hữu                    | 18 tháng 11 năm 2014 | Đan Mạch           | 10.000              | 2 – 0   | 2 x Claudiu Keșerü                                           |
| 17        | Vòng loại Euro 2016         | 7 tháng 9 năm 2015   | Hy Lạp             | 38.153              | 0 – 0   | -                                                            |
| 18        | Vòng loại Euro 2016         | 8 tháng 10 năm 2015  | Phần Lan           | 47.987              | 1 – 1   | Ovidiu Hoban                                                 |
| 19        | Giao hữu                    | 3 tháng 6 năm 2016   | Gruzia             | 27.937              | 5 – 1   | Adrian Popa, Nicolae Stanciu, Gabriel Torje, Claudiu Keșerü  |
| 20        | Vòng loại World Cup 2018    | 11 tháng 11 năm 2016 | Ba Lan             | 48.531              | 0 – 3   | -                                                            |
| 21        | Vòng loại World Cup 2018    | 1 tháng 9 năm 2017   | Armenia            | 27.178              | 1 – 0   | Alexandru Maxim                                              |
| 22        | Giao hữu                    | 14 tháng 11 năm 2017 | Hà Lan             | 26.000              | 0 – 3   | -                                                            |
| 23        | UEFA Nations League 2018-19 | 14 tháng 10 năm 2018 | Serbia             | 48.513              | 0 – 0   | -                                                            |
| 24        | Vòng loại Euro 2020         | 5 tháng 9 năm 2019   | Tây Ban Nha        | 50.024              | 1 – 2   | Florin Andone                                                |
| 25        | Vòng loại Euro 2020         | 15 tháng 10 năm 2019 | Na Uy              | 29.854              | 1 – 1   | Alexandru Mitrita                                            |
| 26        | Vòng loại Euro 2020         | 15 tháng 11 năm 2019 | Thụy Điển          | 49.678              | 0 – 2   | –                                                            |
| 27        | UEFA Nations League 2020-21 | 4 tháng 9 năm 2020   | Bắc Ireland        | 0, hạn chế COVID-19 | 1 – 1   | George Pușcaș                                                |
| 28        | Vòng loại World Cup 2022    | 25 tháng 3 năm 2021  | Bắc Macedonia      | 0, hạn chế COVID-19 | 3 – 2   | Florin Tănase, Valentin Mihăilă, Ianis Hagi                  |
| 29        | Vòng loại World Cup 2022    | 28 tháng 3 năm 2021  | Đức                | 0, hạn chế COVID-19 | 0 – 1   | –                                                            |
| 30        | Vòng loại World Cup 2022    | 5 tháng 9 năm 2021   | Liechtenstein      | 9.404               | 2 – 0   | Alin Toșca, Cristian Manea                                   |

### Các trận đấu tại Euro 2020
Arena Națională là một trong những sân vận động sẽ tổ chức các trận đấu của Giải vô địch bóng đá châu Âu 2020. Ba trận đấu của bảng C và vòng 16 đội sẽ được tổ chức ở đó (các trận đấu khác trong bảng đó sẽ được tổ chức tại Johan Cruyff Arena).
Các trận đấu sau sẽ được tổ chức tại sân vận động trong Euro 2020:
| Ngày                | Thời gian (EEST) | Đội 1   | Kết quả       | Đội 2         | Vòng        | Ghi bàn | Khán giả |
| ------------------- | ---------------- | ------- | ------------- | ------------- | ----------- | ------- | -------- |
| 13 tháng 6 năm 2021 | 21:00            | Áo      | 3 - 1         | Bắc Macedonia | Bảng C      | –       | 9.082    |
| 17 tháng 6 năm 2021 | 15:00            | Ukraina | 2 - 1         | Bắc Macedonia | Bảng C      | –       | 10.001   |
| 21 tháng 6 năm 2021 | 18:00            | Ukraina | 0 - 1         | Áo            | Bảng C      | –       | 10.472   |
| 28 tháng 6 năm 2021 | 21:00            | Pháp    | 3 – 3 (5 - 4) | Thụy Sĩ       | Vòng 16 đội | –       | –        |

## Buổi hòa nhạc
| Buổi hòa nhạc tại Arena Națională | Buổi hòa nhạc tại Arena Națională | Buổi hòa nhạc tại Arena Națională | Buổi hòa nhạc tại Arena Națională |
| Ngày                              | Nghệ sĩ                           | Tour                              | Khán giả                          |
| --------------------------------- | --------------------------------- | --------------------------------- | --------------------------------- |
| 31 tháng 8 năm 2012               | Red Hot Chili Peppers             | I'm with You World Tour           | 47.000                            |
| 15 tháng 5 năm 2013               | Depeche Mode                      | Delta Machine Tour                | 34.729                            |
| 17 tháng 6 năm 2017               | Kings of Leon                     | WALLS TOUR                        | 35.000                            |
| 3 tháng 7 năm 2019                | Ed Sheeran                        | ÷ Tour                            | 48.044                            |
| 14 tháng 8 năm 2019               | Metallica                         | WorldWired Tour                   | 50.319                            |
| 25 tháng 7 năm 2021               | Celine Dion                       | Courage World Tour                | TBA                               |

## Giao thông
Sân vận động được phục vụ bằng phương tiện công cộng với xe buýt, xe điện bánh hơi, tàu điện và hệ thống tàu điện ngầm.
| Phương tiện vận chuyển   | Lối vào sân vận động                       | Các tuyến số |
| ------------------------ | ------------------------------------------ | --- |
| Giao thông tại Bucharest | Strada Pierre de Coubertin / Peluza I NORD | Các tuyến xe điện bánh hơi → 86, 90 – 100 mét đi bộ đến lối vào sân vận động Các tuyến xe buýt → 104 – 300 mét đi bộ đến lối vào sân vận động Các tuyến tàu điện → 46, 55 – 500 mét đi bộ đến lối vào sân vận động Các tuyến xe buýt → 101, 335, N102 – 550 mét đi bộ đến lối vào sân vận động Các tuyến tàu điện → 14, 36 – 600 mét đi bộ đến lối vào sân vận động Các tuyến xe điện bánh hơi → 69, 85 – 1400 mét đi bộ đến lối vào sân vận động Các tuyến xe buýt → 143, 682 – 1400 mét đi bộ đến lối vào sân vận động |
| Giao thông tại Bucharest | Bulevardul Basarabia / Peluza II SUD       | Các tuyến tàu điện → 40, 56 – 250 mét đi bộ đến lối vào sân vận động Các tuyến xe buýt → N109 – 250 mét đi bộ đến lối vào sân vận động Các tuyến tàu điện → 36 – 750 mét đi bộ đến lối vào sân vận động Các tuyến xe buýt → 101, 102, 335 – 750 mét đi bộ đến lối vào sân vận động Các tuyến xe điện bánh hơi → 70, 79, 92 – 800 mét đi bộ đến lối vào sân vận động Các tuyến xe buýt → N104 – 800 mét đi bộ đến lối vào sân vận động Các tuyến tàu điện ngầm → M1: Piața Muncii – 1400 mét đi bộ đến lối vào sân vận động Các tuyến tàu điện → 1 – 1500 mét đi bộ đến lối vào sân vận động Các tuyến xe buýt → 135, 253, 311, 330 – 1500 mét đi bộ đến lối vào sân vận động Các tuyến tàu điện ngầm → M1: Costin Georgian – 1500 mét đi bộ đến lối vào sân vận động Các tuyến xe buýt → 104 – 1500 mét đi bộ đến lối vào sân vận động |
| Giao thông tại Bucharest | Strada Maior Ion Coravu / Tribuna I VEST   | Các tuyến tàu điện → 40, 56 – 500 mét đi bộ đến lối vào sân vận động Các tuyến xe buýt → N109 – 500 mét đi bộ đến lối vào sân vận động Các tuyến xe điện bánh hơi → 86, 90 – 600 mét đi bộ đến lối vào sân vận động Các tuyến xe buýt → 104 – 600 mét đi bộ đến lối vào sân vận động Các tuyến tàu điện → 1 – 1100 mét đi bộ đến lối vào sân vận động Các tuyến xe buýt → 135, 311, 330 – 1100 mét đi bộ đến lối vào sân vận động Các tuyến tàu điện ngầm → M1: Piața Muncii – 1500 mét đi bộ đến lối vào sân vận động Các tuyến xe điện bánh hơi → 70, 79, 92 – 1500 mét đi bộ đến lối vào sân vận động |
| Giao thông tại Bucharest | Strada Socului / Tribuna II EST            | Các tuyến tàu điện → 36 – 500 mét đi bộ đến lối vào sân vận động Các tuyến xe buýt → 101, 335 – 500 mét đi bộ đến lối vào sân vận động Các tuyến tàu điện → 14, 46, 55 – 800 mét đi bộ đến lối vào sân vận động Các tuyến xe buýt → 104 – 850 mét đi bộ đến lối vào sân vận động Các tuyến xe buýt → 102, N109 – 950 mét đi bộ đến lối vào sân vận động Các tuyến tàu điện → 40, 56 – 950 mét đi bộ đến lối vào sân vận động Các tuyến xe buýt → 253 – 1400 mét đi bộ đến lối vào sân vận động Các tuyến xe buýt → N104 – 1500 mét đi bộ đến lối vào sân vận động Các tuyến xe điện bánh hơi → 70, 79, 92 – 1500 mét đi bộ đến lối vào sân vận động |